# Senat Italijanske republike
Senat Italije (italijansko Senato della Repubblica) je zgornji dom Parlamenta Italije, ki je bil ustanovljen 8. maja 1948.
Senat sestavlja 315 senatorjev, ki so izvoljeni za dobo največ 5 let (6 senatorjev predstavlja Italijane po svetu). Po ustavi obstaja še posebna kategorija dosmrtnih senatorjev, ki zajema bivše predsednike in osebe, ki jih imenuje predsednik Italijanske republike za njihove zasluge.
Senat zaseda v Palači Madama v Rimu.